# Глинское княжество
Глинское княжество — феодальное владение XIV—XVI веков, занимавшее часть современных Полтавской и Сумской областей Украины.
Княжество основано в 1380 году на землях Древней Руси; согласно родовой легенде владельцев княжества, его основателем был Мансур, сын Мамая из рода Кият.

## Создание княжества
Куликовскую битву 1380 года с войском московского князя Дмитрия Донского Мамай проиграл из-за задержки литовской помощи. В 1381 году в Кафе Мамая убили генуэзцы. После чего Мансур-Кият (возможно, один из сыновей Мамая), опасаясь репрессий нового хана, покинул Крым и отправился в половецкие степи (а именно, в северную часть Причерноморья и Приазовье), откуда, набрав войска, двинулся на север с целью создания своего нового княжества.
На территории современных Сумской и Полтавской областей Мансур (согласно родословной легенде Глинских — Мансур Киятович Мамай) восстановил несколько городов (Глинск, Глинница, Полтава), и провозгласил эти земли своими владениями, независимыми от соседних государств. В состав этого образования вошла одна из южных групп севрюков междуречья Ворсклы и Сулы.
Центром княжества являлся деревянный городок-крепость под названием Глинск. По одной из версий, это современное село Глинск на Суле, по другой — Глинское на Ворскле. Согласно устаревшим гипотезам, Глинск помещали на место нынешней Полтавы, либо Золотоноши.
В 1391 году в сражении с войсками Тимура создатель княжества Мансур был убит.
В XV веке правители княжества в официальных литовских документах начинают именоваться князьями Глинскими — по названию города, где находилась их резиденция. При этом до середины XVI века большинство представителей рода Глинских продолжают подписываться фамилией Мамай. Так, в Киевской летописи упоминается, что в первой четверти XVI века воеводой Киева был Иван Львович Мамай (из князей Глинских). Богдан Фёдорович Глинский, черкасский воевода (1488—95), тоже использовал имя Мамай. В истории он стал известен тем, что организовал первые черкасские пограничные войска, которые вскоре после этого стали называться казаками. Во главе с ним черкасские казаки в 1493 году впервые громко заявили о себе взятием только что построенного крымскими татарами Очакова.

## В составе Литвы

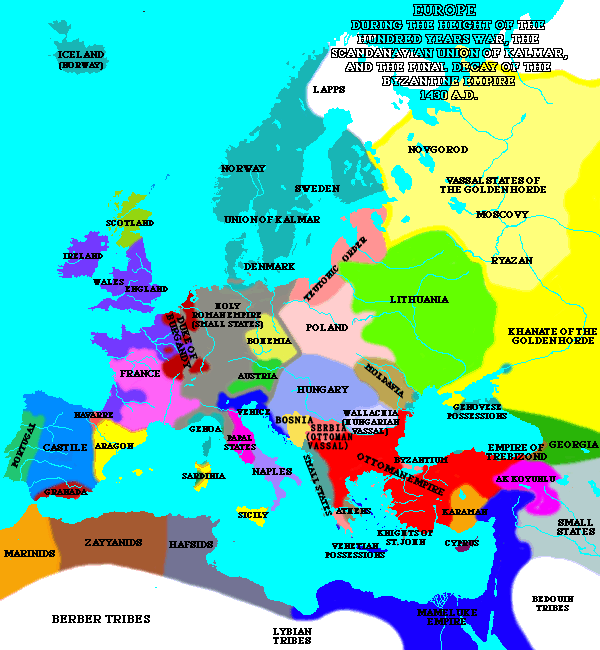
ВКЛ на карте Европы 1430 г.

В 1392 году Алекса, находясь под натиском со стороны двух крупных воинствующих государств: Золотой Орды и Великого княжества Литовского, решается признать над собой власть великого князя литовского Витовта. Для укрепления политических связей со своим новым сюзереном Алекса в том же году крестился, получив имя Александр. Стоит учесть, что скорее всего Алекса и Александр — два варианта одного имени; Алекса (в форме Олексы) и сейчас используется на Украине для именования Алексеев и Александров, а в те времена, о которых идёт речь, Александр и Алексей часто считались вариантами одного имени и использовались одновременно.
Как сообщают родословные росписи, «а у Александра сын Иван с отцом же крестился. И в те времена приехати к Киеву Великому Князю Витовту Литовскому и после ко Князю Александру, и сыну его что похоте служити; и Князь Иван и с отцем своим Александром сотворили хотение Великого Князя Витовта, и приехали к нему, и били челом ему с своими предреченными тремя городы. И Князь Великий Витовт прия их честно не яко слуг, но яко сродних своих, и дал им вотчины волости: Станку, Хорозов, Сереков, Гладковича; и дал Витовт за Князя Ивана Александровича княж Данилову дщерь Остроженскаго Княжну Настасью».
Таким образом, фактически Витовт передал Александру в управление значительную часть Левобережной Украины. Владения Глинских включали в себя почти всю Полтавщину и часть Сумщины. Сами князья стали могущественнейшими феодалами Великого княжества Литовского.
После присоединения к ВКЛ внутренняя система управления не изменилась; до 1508 года княжество оставалось полуавтономным в составе Великого княжества Литовского — аналогично возникшему примерно в то же время на территории Московского государства татарскому Касимовскому царству.
Взамен князь Александр и его потомки должны были защищать эти земли от недругов и участвовать в войнах литовских князей. Так, уже в 1399 году войска князя Александра участвовали в походе Витовта против Золотой Орды, но потерпели поражение от золотордынцев на реке Ворскла. По литовским летописям, после разгрома на Ворскле великого князя Витовта спас «казак Мамай».
В 1390-х годах, при поддержке Витовта, некий Скидер отправился со своим половецким войском в западную часть Северного Причерноморья, где стал во главе местных половцев. Под Скидром может подразумеваться Александр — в исламском мире широко распространено арабское произношение имени Александр: Искандер.
Так или иначе, но благодаря союзу с приграничными половцами Великое княжество Литовское сумело мирным путём присоединить и поставить под свой контроль огромную территорию Дикого поля и стать крупнейшим по площади государством Европы.

## Система управления
Поскольку эти земли традиционно были приграничьем славянских и тюркоязычных народов, на момент образования княжества заселены они были слабо, и состав не отличался этническим единством — в основном здесь селились потомки северян, а также половцы. Учитывая этот фактор, а также необходимость постоянно вести войну с соседними государствами, князь Мансур не стал навязывать местному населению феодальную систему управления: захватывать уже используемые земли, вводить какие-либо налоги, назначать своих начальников. Единственным нововведением было объединение в единое политическое целое местных этнических общин, обязанностью которых стало совместное выступление под командованием князя против общего врага. Система местного управления сохранялась прежней — главы местных общин и их командиры выбирались самим населением. Военный поход объявлялся Мансуром только после всеобщего одобрения. И в дальнейшем князья тут были более похожи на казачьих атаманов, чем на настоящих феодалов. Позже у запорожских казаков стал выбираться гетман, но у реестровых казаков система взаимоотношений с королём польским сохранилась почти идентичная с политической системой Мансура.
В 1638 году при уточнении русско-польской границы, проходившей тогда через этот район, польские представители предъявили ряд документов, с конца XV до начала XVII века, о принадлежности польским феодалам отдельных имений в этой местности. Имениями владели уже не Глинские, хотя были там и их родственники под другими фамилиями. В двух документах, 1570 и 1590 годов, упомянуты в качестве обитателей этой местности «севрюки Ворскольские». Они жили на землях преемников Глинских, но в судебных делах каждая группа «севрюков» выступала независимо от феодала, как самостоятельное коллективное юридическое лицо, — признак наличия территориально-общинной организации и неполной зависимости от тех феодалов, на землях которых они жили. В 1570 году польские власти освободили этих «севрюков», фактически перешедших под протекторат Московского княжества, от податей.

## «Мамаевские» казаки
С XV века севрюки благодаря своей стабильной миграции начинают ассимилировать половецкое и тюркское население. В XV—XVII веках севрюки представляли собой военизированное пограничное население, охранявшее границы смежных частей Польско-Литовского и Московского государств. Судя по всему, они были во многом похожи на ранних запорожских, донских и других подобных казаков, обладали некоторой автономией и общинной военной организацией.
Князья Мамаи и их деятельность сохранилась в народной памяти украинцев в образе легендарного «козака Мамая». Казак Мамай стал настолько символичной фигурой для украинских казаков и народа, что, когда вспыхивали народные восстания на Украине, обязательно появлялся Мамай. Во время гражданской войны на Черкащине среди гайдамаков Холодного Яра было три атамана, носивших псевдонимы Мамай, хотя на самом деле у них были другие фамилии.